# Stenmagle Sogn
Stenmagle Sogn 
ist eine Kirchspielsgemeinde (dän.: Sogn)
auf der Insel Sjælland im südlichen Dänemark.
Bis 1970 gehörte sie zur Harde Alsted Herred im damaligen Holbæk Amt, danach zur Stenlille Kommune im Vestsjællands Amt, die im Zuge der  Kommunalreform zum 1. Januar 2007 in der Sorø Kommune in der Region Sjælland aufgegangen ist.
Im Kirchspiel leben 1462 Einwohner (Stand: 1. Januar 2023).

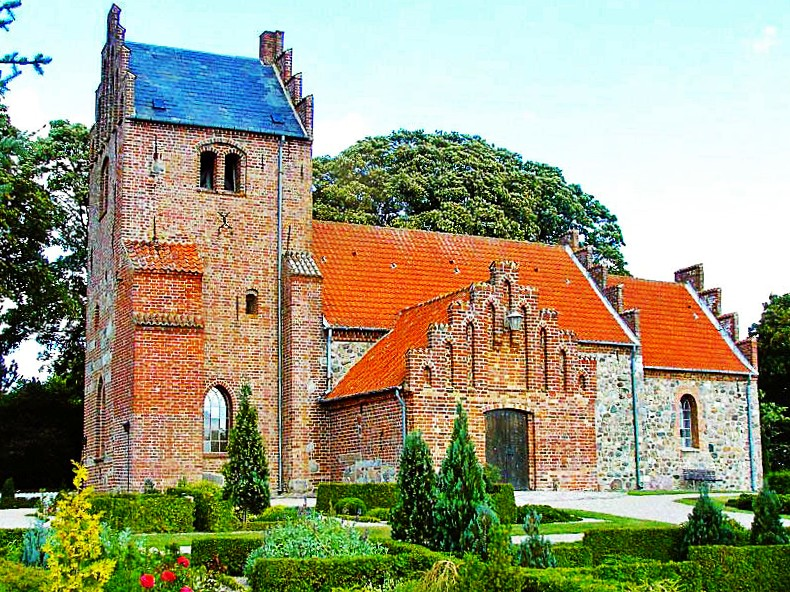
Stenmagle kirke

Im Kirchspiel liegt die Kirche „Stenmagle Kirke“.
Nachbargemeinden sind im Süden Kirke Flinterup Sogn und im Südwesten Stenlille Sogn, ferner in der benachbarten Holbæk Kommune im Norden Undløse Sogn und Ugerløse Sogn und im Osten Store Tåstrup Sogn.